# Babylon (rozhledna, okres Třebíč)
Rozhledna Babylon je rozhledna na Zeleném kopci (491 m), nepříliš výrazném zalesněném návrší v katastrálním území Kladeruby nad Oslavou, zhruba 1,5 km vjv. od Kramolína v okresu Třebíč. Byla postavena roku 1831 na popud Jindřicha Viléma III. Haugwitze, tehdejšího majitele náměšťského zámku. Samotná rozhledna měří 24,5 metru, vyhlídka je v 18 metrech a vede na ni 112 schodů. Rozhledna je v majetku obce Kramolín, provoz od roku 2002 do roku 2018 zajišťoval Jaroslav Odstrčil.

## Architektura
Věž je kamenná, v empírovém stylu a má čtyřhranný půdorys, vyšší patra jsou osmistěnná. Uvnitř věže jsou dubové kruhové schody, po kterých se vystoupá až do 18 metrů, kde je místnost s okny a zdobeným stropem. Strop je vyzdoben motivy ze zvěrokruhu. Původně měla být o jedno dřevěné patro vyšší, patro ovšem mělo být v období prusko-rakouských válek v roce 1866 poškozeno a věž snížena.

## Výhled
Z patra je vidět Českomoravská vrchovina, okraj Brna, Pavlovské vrchy, Jaderná elektrárna Dukovany a při výjimečně dobrých podmínkách i Vídeň a Alpy.